# 공개매수
공개매수(takeover)란 불특정 다수인에 대하여 주식 등의 매수의 청약을 하거나 매도의 청약을 권유하고, 유가증권시장 밖에서 당해 주식 등을 매수하는 것을 말한다. 매수의 대상으로는 상장 또는 코스닥 등록법인이 발행한 유가증권으로서 의결권 있는 주권이나 전환사채권, 신주인수권부사채권, 신주인수권을 표시하는 증서, 교환사채권이다. 매수 방법으로는 매수, 교환, 입찰, 기타 유상 양수도 포함한다.

## 공개매수의 강제성
- 매수장소 - 증권거래소 및 코스닥시장 밖
- 자격조건 - 본인은 물론, 본인과의 특수관계자가 보유하고 있는 주식의 총수가 5%이상
- 기간/인원 - 6개월 이내의 기간에 10인 이상에게 매수할 때

## 유의 사항
- 공개매수는 인수기업의 이사회에서 결정을 해야할 것이며 주주총회의 결의 의 여부에 대하여서는 상법과의 이견이 있다.
- 공개매수하고자 하는 자는 대통령령이 정하는 바에 따라 공개매수신고서를 금융감독위원회에 제출하여야 하며, 신고시 증권회사를 대리인으로 강제 지정하게 되어 있으며 신고서는 필히 공시하여야한다.
- 공개매수와 관련된 행동규제로는 별도매매의 금지, 발행인의 행위금지, 반복공개 매수금지 등이 있다.

## 우호적 인수합병
우호적 인수합병(Friendly takeover)은 상대 기업의 동의를 얻어 경영권을 얻는 것을 말한다. 백기사(White Knight)란 어느 기업이 적대적 인수합병(Hostile takeover)을 당할 때에 그 기업의 경영권 방어에 적극적으로 나서주는 사람을 말한다. 모든 방어 수단을 동원해도 공격을 막을 수 없을 때는 백기사에게 경영권을 넘기는 경우도 있는데, 이를 우호적 인수합병(Friendly takeover)이라고 한다. 단순히 공격받는 기업의 편을 들어 의결권을 행사할 때도 백기사라고 불러 준다.

## 적대적 인수합병
적대적 인수합병(Hostile takeover)은 제3자가 대주주의 의사에 반해 기업 경영권을 빼앗는 것으로 "기업사냥"이라 불리기도 한다. 적대적 M&A가 시도되면 대상회사의 경영진은 적극적인 방어행위로 나올 공산이 크다. 왜냐하면 적대적 M&A가 성공하면 대상회사의 대주주나 현 경영진은 그 지위를 잃기가 쉽기 때문이다. 그러나 이러한 적대적 M&A를 기존의 일반 주주나 회사 전체의 입장에서 보면 이를 통해 회사나 일반 주주의 이익이 신장되는 결과를 가져올 수도 있다. :225~226 미국은 S&P 500 대 기업의 94%가 경영권 방어수단을 갖고 있다. 상장기업의 60%는 적대세력이 지분을 늘리기 어렵게 만드는 포이즌 필을 정관에 담고 있다. 일본도 2002년 이를 도입했다. 영국 프랑스는 철강 석유 교통 통신 등 기간산업에 대한 외자 방어법을 두고 있다. 미국의 ‘엑슨 플로리오법’은 안보에 위해가 되는 외자의 적대적 M&A를 금지한다.  백지주(white squire)는 백기사와 유사하지만 통상적으로 경영권 인수에는 관심이 없는 투자자로서 대상기업의 상당지분을 매입하겠다고 동의한 주주나 대상기업의 경영진에게 우호적인 관계를 맺어 적대적인 인수시도가 들어올 때 경영진의 편을 들어 주는 투자자를 지칭한다. 대상기업은 적대적 인수시도가 있을 때 화이트 스퀘어에게 양호한 조건으로 주식을 대량 발행해 우호적인 지분을 늘리고 적대적 인수기업의 지분을 상대적으로 희석시킴으로써 경영권을 방어하는 행위이다. 대부분 화이트 스퀘어에게 주식을 발행할 때에는 동시에 불가침협정을 맺는다. 또한 투자자에게 회사에 대한 일정한 배당수익을 보장하거나 회사에 일정한 자문역할을 부여하기도 한다.
대한민국의 상법은 적대적 M&A에 대해 대상회사의 경영진이 방어행위를 할 수 있느냐에 대해 명백한 규정을 두고 있지 않다. 그러나 회사의 권한 분배를 살펴보면 이사회에 포괄적인 권한을 주고 있다고 해석되므로 적대적 M&A에 대한 방어행위의 결정권은 이사회의 권한사항으로 보는 것이 타당할 것이다. 결국 일단 이사회의 이사진이 방어행위를 하는 것이 권한 밖의 행위를 하는 것은 아니라고 할 것이다.:227 2010년 8월 현재 한국증시에서는 적지 않은 공개매수 시도가 있었지만 경영권 획득에 성공한 경우는 한 번도 없다.

## 같이 보기
- 미디어 소유 구조의 집중화
- 인수 합병